# Вероспи, Джироламо
Джироламо Вероспи (итал. Girolamo Verospi; 27 июля 1599, Рим, Папская область — 5 января 1652, Озимо, Папская область) — итальянский куриальный кардинал. Племянник кардинала Фабрицио Вероспи. Епископ Озимо с 10 февраля 1642 по 5 января 1652. Кардинал-священник с 16 декабря 1641, с титулом церкви Сант-Аньезе-ин-Агоне с 10 февраля 1642 по 5 января 1652. 